# 박진석 (PD)
박진석은 대한민국의 드라마 연출가이다. 강엔터테인먼트 소속해있다.

### 연출 작품
| 연도 | 제목          |
| ---- | ------------- |
| 2014 | 간서치열전    |
| 2017 | 맨몸의 소방관 |
| 2017 | 학교 2017     |
| 2021 | 대박부동산    |

1. ↑  부산 초록통증의학과